# Улица Кивила
Улица Ки́вила (эст. Kivila tänav) — улица в районе Ласнамяэ города Таллина, столицы Эстонии.

## География

Осень в парке Кивила

Проходит через микрорайоны Мустакиви и Тондираба. 
Начинается у улицы Мустакиви, пересекается с Московским бульваром и улицей Кристьяна Кярбера, проходит через парк Кивила и заканчивается у парка Ласнамяэ. Протяжённость — 951 м.

## История
Улица получила своё название 19 июля 1994 года. В 1981–1994 годах носила имя  советского государственного деятеля, учёного, Героя Социалистического Труда Арнольда Веймера.

## Общественный транспорт
До середины 1990-х годов по улице ходил маршрут 51. В данный момент[когда?]

 ширина улицы, пассивные ограничители скорости и парковочные места делают непригодной для движения общественного транспорта.

## Учреждения и предприятия
- Супермаркет “Grossi”[эст.],  Kivila tänav 26

Рядом с улицей расположены парк Кивила и скейт-площадка «Кивила».

Улица Кивила
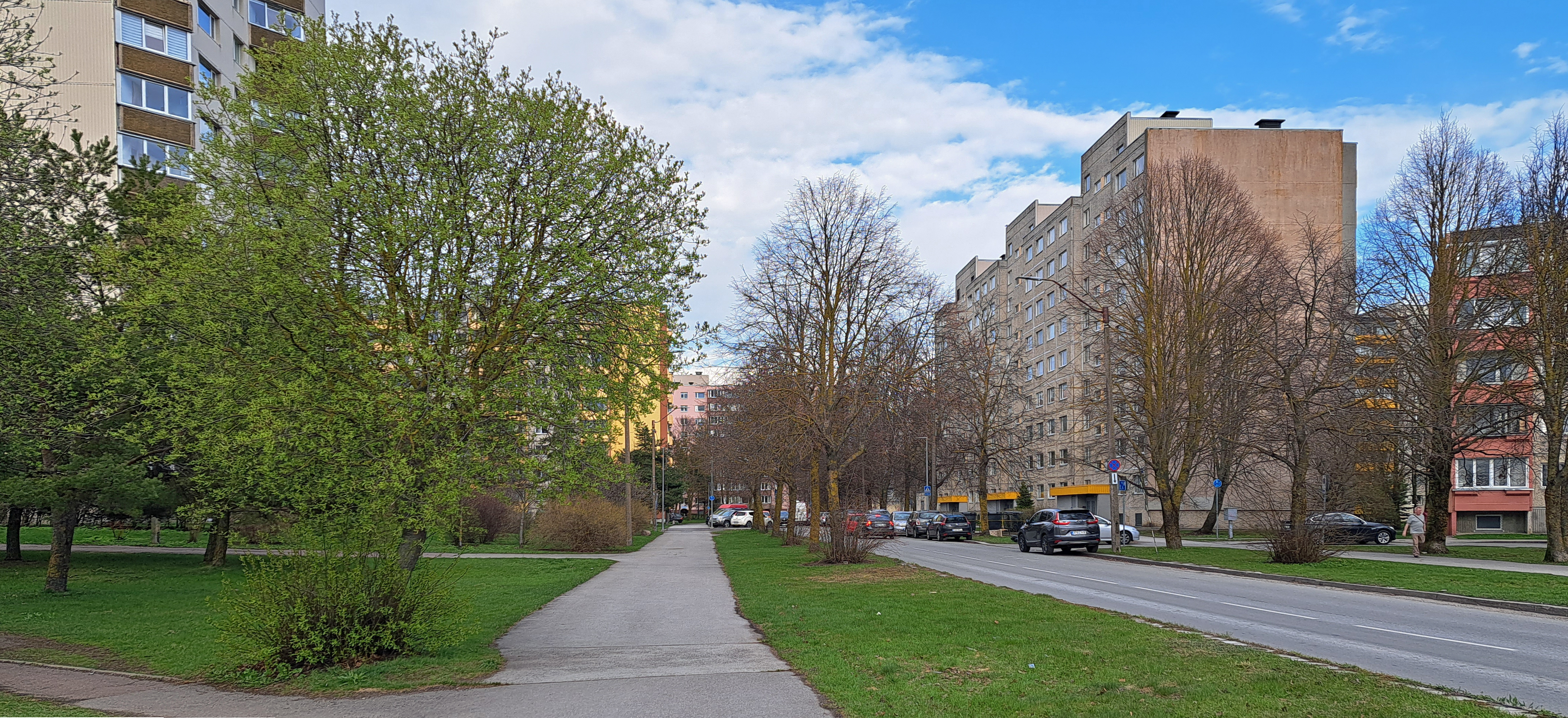
Начало улицы
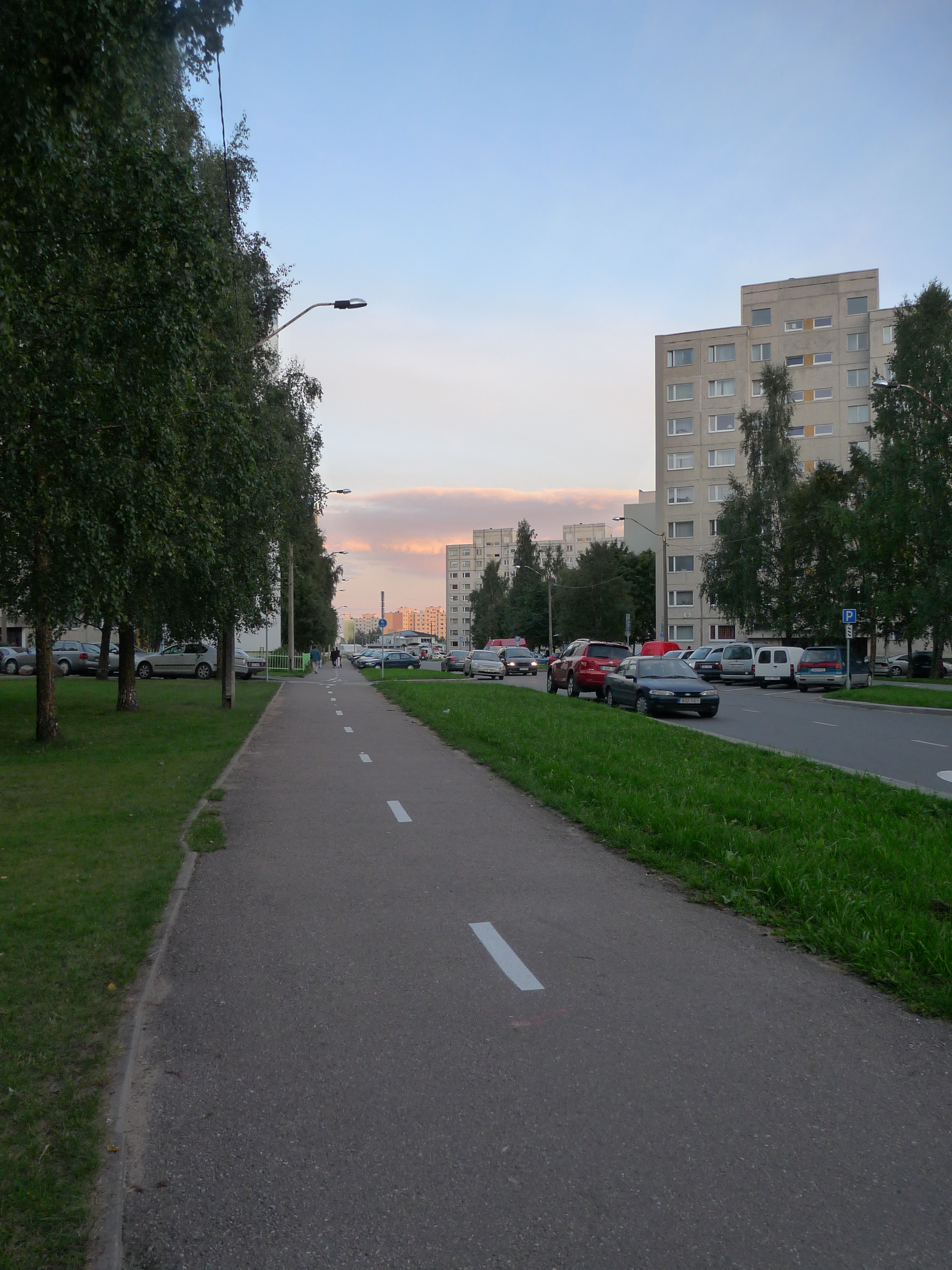
Начальный отрезок улицы
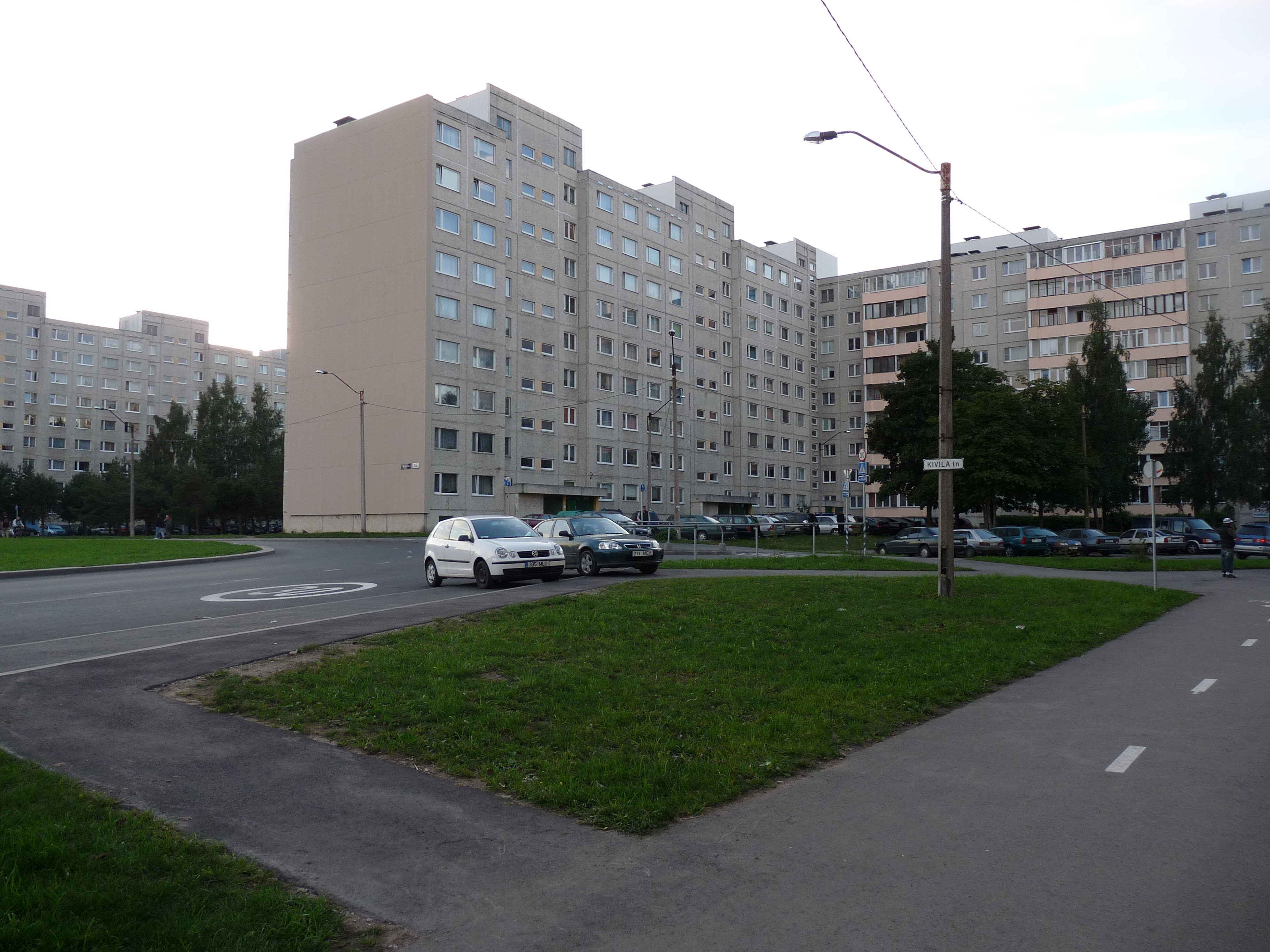
Перекрёсток с улицей Кристьяна Кярбера
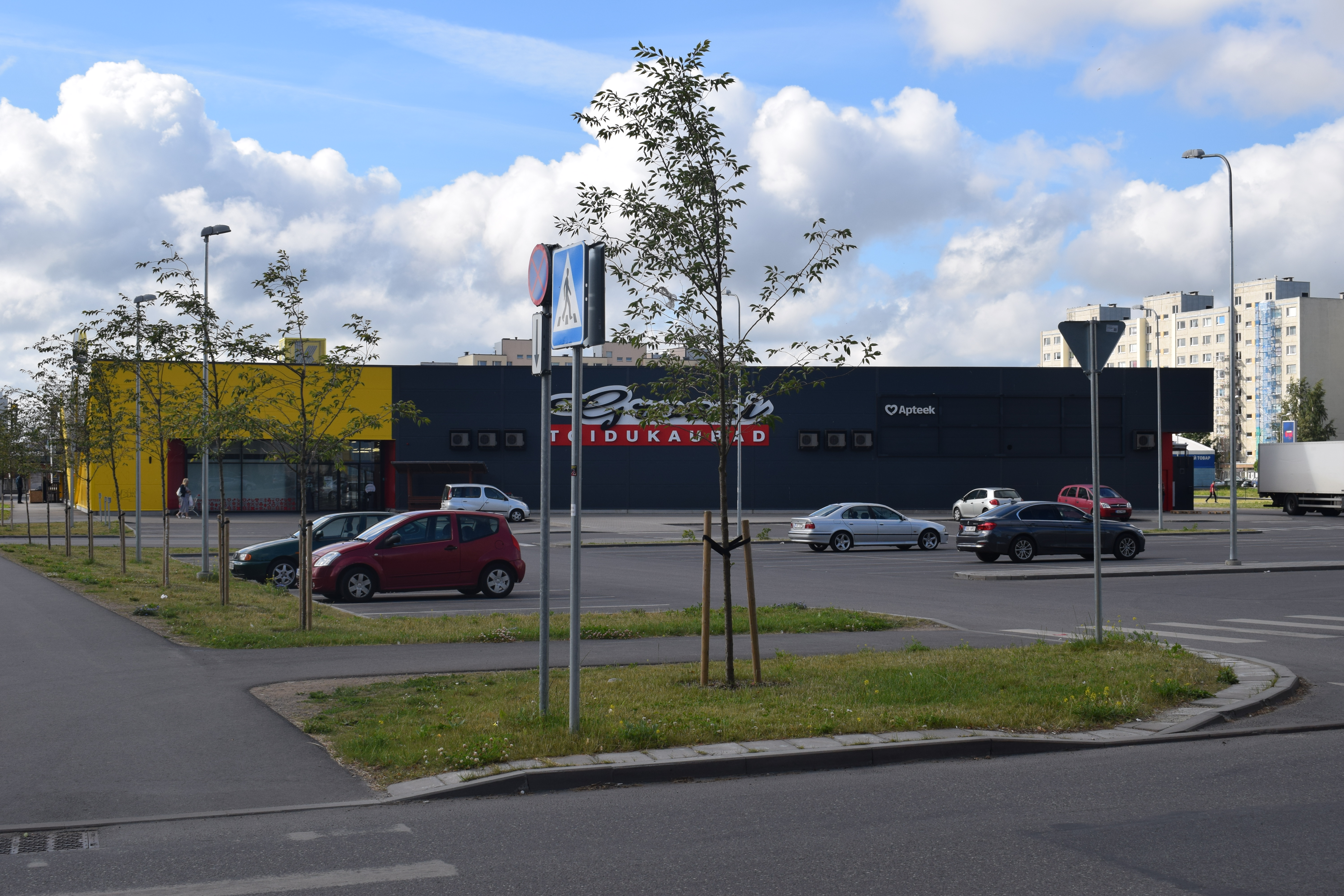
Супермаркет Grossi и аптека сети Südameapteek